# Az (Dämon)
Az (Āz, Mittel- und Neupersisch; Avestisch Āzi) ist ein Dämon in der persischen Mythologie. Āz erscheint bereits in den ältesten iranischen Schriften, den Schriften des Avesta, des heiligen Buches der zoroastrischen Religion. Hier erscheint Āzi als „Daeva“ der Gier. Die Figur erfährt im weiteren Verlauf der persischen Geschichte eine zunehmende Personifikation und ist späteren Werken als ein „Dämon“ im engeren Sinne, ein „Div“, zu entnehmen. In der mittelpersischen Literatur, insbesondere in manichäischen und zurvanistisch beeinflussten Texten, nimmt Āz eine erheblich höhere Stellung in der Hierarchie der Dämonen ein als in avestischen Schriften, so im zurvanistisch ausgerichteten Werk „Wizidagīhā-ī Zātspram“ als „Oberkommandierender der Heerführer“ der dämonischen Mächte und in einer manichäischen Darstellung als „Mutter aller Dämonen“. Im Unterschied zum avestischen Āzi, dem eher die Bedeutung des Dämons der Gier zukommt, schließt Āz die sexuelle Begierde ein und kommt dem lateinischen Begriff „Concupiscentia“ nahe.